# Алма алтер
„Алма алтер“ е студентски професионален театър в Софийския университет.
Театърът е основан през 1968 година, но по идеологически съображения след това е закрит. След близо 30-годишно прекъсване по инициатива на ректора на СУ професор Боян Биолчев, театърът е възстановен от своя основател режисьора Николай Георгиев.
„Алма алтер“ е театрална лаборатория, представяща на своята публика авангардни режисьорски решения, и „различен“ театър – „живия театър“ – синкретичен, авторски, силно неконвенционален, интерактивен и дързък. В неговата основа стои „случването“ – тук, сега, с тези хора, което съответно води и до различността и уникалността на всяко едно представление. Публиката е пряк участник в процеса на създаването на всяка постановка и само от нея зависи развитието на представлението.
Като университетски театър трупата се състои изцяло от студенти на СУ „Климент Охридски“. Всяка година Университетският театър е в официалната селекция на няколко международни артистични форума (Германия, Полша, Египет, Румъния, Италия, Сърбия, Словакия, Хърватия, Великобритания), на които винаги остава забелязан, и привлича вниманието на фестивалната публика и журито, със стила на представленията си.
Освен това, всяка година „Алма алтер“ организира мащабни публични събития – „Любовни бракове“ на 8 декември и 24-часов нон-стоп театрален маратон, „Култура или смърт“, по повод Международния ден на театъра, които винаги намират широк обществен и медиен отзвук.
„Алма алтер“ е и редовен партньор в други обществени събития – Деня на книгата, съвместно с Министерството на културата; присъединяването на България към Европейския съюз, съвместно с Министерство на външните работи; „Блумов ден“ и много други.
Освен в спектакловата форма „Алма алтер“ прави и пара-театрални акции. Театърът има богат опит в организирането и провеждането на улични акции, пърформънси, събития и презентации за своите партньори, които се отличават с уникален стил и силно въздействие върху аудиторията.
По традиция от няколко години, в нощта на Оскарите, от 19:30 часа театър „Алма Алтер“ раздава награди в различни категории, като получателите на призовете се определят от публиката.